# Sparrmannia
Genre

Sparrmannia est un genre végétal de la famille des Malvaceae selon la classification phylogénétique.
Sparrmannia est une plante qui a été classée dans la famille des Tiliaceae mais qui est désormais classée plutôt dans celle des Malvaceae et plus spécifiquement dans la tribu des Apeibeae.
Ses espèces sont souvent des plantes d'appartement.

## Liste d'espèces
Selon GRIN (29 janv. 2016) :
- Sparrmannia africana L.f.

Selon NCBI (29 janv. 2016) :
- Sparrmannia africana L.f.
- Sparrmannia palmata
- Sparrmannia ricinocarpa

## Taxonomie
Le nom valide complet (avec auteur) de ce taxon est Sparrmannia L.f., 1781.
On trouve aussi l'écriture alternative Sparmannia.

### Phylogénie
Des travaux publiés en 2019 suggèrent que le genre Sparrmannia est un genre proche du genre monotypique Entelea.

## Répartition
Cette plante se retrouve en Afrique du Sud et à Madagascar.